# René Moreau (informaticien)
Pour les articles homonymes, voir René Moreau et Moreau.
René Paulin Charles Moreau est un colonel de gendarmerie, scientifique et informaticien français né le 30 octobre 1921 à Nieuil-l'Espoir et décédé le 11 août 2009 au Port-Marly. 

## Biographie

### Études
René Moreau est né le 30 octobre 1921 à Nieuil-l'Espoir près de Poitiers. Après des études au lycée de Poitiers où il obtient les baccalauréats de mathématiques élémentaires et de philosophie en 1940, il entre à l'École spéciale militaire de Saint-Cyr en septembre 1942. 
Titulaire d'une licence ès sciences, il intègre l'École des officiers de la Gendarmerie nationale à Courbevoie au printemps 1943. Après une brève participation à la Libération de la France, il est admis à Supélec et en sort diplômé en 1947.

### Carrière dans l'armée
Après un bref séjour en Algérie, il prend part à la guerre d'Indochine à partir de mai 1948 en tant que chef du 1er commando franco-vietnamien dans le secteur de Bến Tre en Cochinchine. Il décrit sa campagne dans les Cahiers de l'Amicale de l'EMSST : "Souvenirs du 1er commando franco-vietnamien". Le 30 septembre 1948, il est très grièvement blessé à la tête au combat puis rapatrié en France à bord du navire-hôpital le Chantilly en octobre de la même année. 
Après ce qu'il décrit comme "une très longue villégiature" à l'hôpital du Val-de-Grâce, il repart pour l'Algérie puis, en 1952, rejoint le département de contre-mesures du CNET (Centre national d'études des télécommunications). De 1953 à 1957 il dirige la section de gendarmerie de Toulouse. 
En 1957, il est nommé au secrétariat du Comité d'action scientifique de la défense nationale (CASDN) comme adjoint du professeur Jean Favard, spécialiste de la cryptographie. À ce titre, il participe, en 1958, à la création du Centre interarmées de recherche opérationnelle (CIRO). Ce centre a une importante activité de sensibilisation et de formation des officiers à la recherche opérationnelle. En 1959, il est membre de la section de cryptographie du CASDN. En 1960, il enseigne la théorie des langages au centre de linguistique quantitative dirigé par le professeur Jean Favard, au sein de l'Institut Henri-Poincaré. 

### Carrière dans l'informatique
Il quitte l'armée en 1962 pour rejoindre IBM France comme directeur scientifique. En 1963, il crée au sein d'IBM un groupe de recherche opérationnelle et un groupe d'analyse numérique qui travaillent en relation avec les universités. Ces deux groupes fusionnent en 1965 pour devenir la Direction du développement scientifique, ayant pour mission de diffuser, enseigner et développer la science informatique dans les milieux scientifiques français. 
Par la suite, un département de cette direction est créé en 1967 sous la forme du Centre scientifique de Grenoble. C'est, en Europe, le premier centre de recherche conjoint entre une université, dans les locaux de laquelle il s'installe, et une industrie. Son succès est tel que, dans les années qui suivent, plusieurs centres scientifiques se créent en Europe sur ce modèle. En liaison étroite avec l'Université de Grenoble, ce centre développe un programme joint de recherche sur la compilation et les systèmes d'exploitation des ordinateurs à l'origine d'un grand nombre de réalisations françaises dans le domaine des machines virtuelles (virtual machine en anglais, ou VM).
À partir de 1973, les deux centres de Paris et Grenoble sont regroupés au sein de la direction scientifique sous le nom de Centre scientifique de Paris chargé notamment :
- De la reconnaissance de la parole et de la communication homme/machine par la voix ;
- Du traitement d'images, ce qui est l'occasion d'une collaboration d'une part avec SPOT pour l'étude des images du satellite, d'autre part avec Dassault Systèmes dans le cadre de la conception du logiciel CATIA,
- Des systèmes experts avec, par exemple, la réalisation sous la direction du professeur J. C. Pagès du système expert médical "bateau sans médecin"[1]. À ce sujet, René Moreau s'intéresse à la dichotomie homme/machine. Pour lui : à l'homme, la compétence (il sait ce qu'il veut, raisonne sur l'ensemble des opérations qu'il ne saurait exécuter manuellement : il s'agit de stratégie) et à l'ordinateur, la performance (rapidité d'exécution, sécurité dans le résultat).

René Moreau joue son propre rôle dans Pauline et l'ordinateur, le film de Francis Fehr sorti en 1978.
Durant cette période, de 1972 à 1986, il est membre du comité directeur du Centre de recherche en informatique de Nancy (LORIA - CRIN), du laboratoire propre du CNRS de Toulouse, de l'Institut des sciences de l'ingénieur de Montpellier (ISIM). Il est aussi membre du conseil scientifique de l'université Paul-Valéry de Montpellier et de celui de l'Institut d'informatique d'entreprise (IIE) qui fut d'ailleurs créé avec sa participation. Il enseigne la statistique linguistique à l'Université de Franche-Comté sous la direction du professeur Quemada.
De 1982 à 1986, il est vice-président puis président de l'Association française pour la cybernétique économique et technique (AFCET).
En 1986, il prend sa retraite d'IBM mais poursuit ses activités scientifiques. En 1988 et 1990, il est président du Conseil scientifique des entretiens de Lyon organisés par l'École Normale Supérieure de Lyon. De 1994 à 2004, il enseigne l'approche objets à l'Institut du management de l'information (IMI) qui dépend de l'Université de technologie de Compiègne. De 1996 à 2004, il est président du groupe mathématiques de l'Association française pour l'avancement des sciences (AFAS).
René Moreau est décédé le 11 août 2009 à l'âge de 87 ans.

## Diplômes
- 1942 - École spéciale militaire de Saint-Cyr, promotion Croix de Provence
- 1942 - Licencié ès Sciences, faculté de Poitiers
- 1947 - Ingénieur de l'École supérieure d'électricité
- 1954 - Breveté de l'Enseignement militaire supérieur scientifique et technique (EMSST)
- 1955 - Licence de droit
- 1959 - Diplômé de l'Institut de statistique de l'université de Paris

## Décorations

### Françaises
- Officier de la Légion d'honneur (2002) ; chevalier en 1950[3]
- Croix de guerre des Théâtres d'opérations extérieurs, palme de bronze
- Chevalier de l'ordre des Palmes académiques
- Médaille coloniale
- Insigne des blessés militaires
- Médaille commémorative française de la guerre 1939–1945
- Officier de l'ordre de l'Étoile noire
- Médaille d'or des Arts-Sciences-Lettres

### Étrangères
- Officier de l'Ordre national de la République de la Côte d'Ivoire

## Publications et articles

### Livres
- René Moreau et Jean-Marie Cotteret, Le vocabulaire du Général de Gaulle, Paris, Fondation Nouvelles des Sciences Politiques, 1969, 247 p.
- René Moreau, Introduction à la théorie des langages, Hachette Université, 1975
- René Moreau et Jean-Marie Cotteret, Giscard d'Estaing / Mitterrand : 54774 mots pour convaincre, PUF, 1976
- René Moreau, Ainsi naquit l'informatique, Dunod, 1980
- (en) René Moreau, The computer comes of age, MIT Press, 1984
- (es) René Moreau, Asi nacio la informatica, El Ataneo, 1987
- Jean-Claude Perez et René Moreau, De nouvelles voies vers l'intelligence artificielle : pluri-disciplinarité, auto-organisation, réseaux neuronaux, Paris, Masson, 1988
- René Moreau, L'Approche Objets, Paris, Masson, 1994

### Articles
- René Moreau, Le Populaire d'Indochine : Dans le Secteur de Bentré avec le Commando Vietnamien no 1, 3 septembre 1948
- René Moreau (quatre articles sur la "recherche opérationnelle et la guerre"), Revue Militaire d'Information, 1958
- René Moreau (deux comptes-rendus), Académie des sciences : L'entropie du français écrit, 1961
- René Moreau, Cahiers de l'Amicale de l'EMSST : Souvenirs du 1er commando franco-vietnamien, 2004